# Collegi elettorali di Londra
La Grande Londra, relativamente alle elezioni per la Camera dei Comuni, è divisa in 75 collegi. Ogni collegio elegge un parlamentare, che lo rappresenta a Westminster. A seguito delle elezioni generali del 2024, la delegazione londinese è costituita da 59 deputati laburisti, 9 deputati conservatori, 6  deputati liberal democratici e un deputato indipendente.

## Collegi
Laburista
  Conservatore
  Liberal Democratici
  Reform UK
  Verdi
  Indipendente
| Collegio                          | Elettorato | Distacco (voti) | Deputato | Deputato                            | Secondo posto alle ultime elezioni | Secondo posto alle ultime elezioni      | Mappa |
| --------------------------------- | ---------- | --------------- | -------- | ----------------------------------- | ---------------------------------- | --------------------------------------- | ----- |
| Barking                           | 79 825     | 11 054          |          | Nesil Caliskan (Laburista)          |                                    | Clive Peacock (Reform UK)               |       |
| Battersea                         | 72 767     | 12 039          |          | Marsha de Cordova (Laburista)       |                                    | Tom Pridham (Conservatore)              |       |
| Beckenham and Penge               | 77 194     | 12 905          |          | Liam Conlon (Laburista)             |                                    | Hannah Gray (Conservatore)              |       |
| Bermondsey and Old Southwark      | 69 473     | 7 787           |          | Neil Coyle (Laburista)              |                                    | Rachel Bentley (Liberal Democratici)    |       |
| Bethnal Green and Stepney         | 81 922     | 1 689           |          | Rushanara Ali (Laburista)           |                                    | Ajmal Masroor (Indipendente)            |       |
| Bexleyheath and Crayford          | 70 297     | 2 114           |          | Daniel Francis (Laburista)          |                                    | Mark Brooks (Conservatore)              |       |
| Brent East                        | 77 257     | 13 047          |          | Dawn Butler (Laburista)             |                                    | Jamila Robertson (Conservatore)         |       |
| Brent West                        | 79 937     | 3 793           |          | Barry Gardiner (Laburista)          |                                    | Sushil Rapatwar (Conservatore)          |       |
| Brentford and Isleworth           | 79 283     | 9 824           |          | Ruth Cadbury (Laburista)            |                                    | Laura Blumenthal (Conservatore)         |       |
| Bromley and Biggin Hill           | 70 713     | 302             |          | Peter Fortune (Conservatore)        |                                    | Oana Olaru-Holmes (Laburista)           |       |
| Carshalton and Wallington         | 74 362     | 7 905           |          | Bobby Dean (Liberal Democratici)    |                                    | Elliot Colburn (Conservatore)           |       |
| Chelsea and Fulham                | 78 468     | 152             |          | Ben Coleman (Laburista)             |                                    | Greg Hands (Conservatore)               |       |
| Chingford and Woodford Green      | 75 178     | 4 758           |          | Iain Duncan Smith (Conservatore)    |                                    | Shama Tatler (Laburista)                |       |
| Chipping Barnet                   | 78 038     | 2 914           |          | Dan Tomlinson (Laburista)           |                                    | Theresa Villiers (Conservatore)         |       |
| Cities of London and Westminster  | 73 369     | 2 708           |          | Rachel Blake (Laburista)            |                                    | Tim Barnes (Conservatore)               |       |
| Clapham and Brixton Hill          | 75 460     | 18 005          |          | Bell Ribeiro-Addy (Laburista)       |                                    | Ben Curtis (Liberal Democratici)        |       |
| Croydon East                      | 76 660     | 6 825           |          | Natasha Irons (Laburista)           |                                    | Jason Cummings (Conservatore)           |       |
| Croydon South                     | 74 968     | 2 313           |          | Chris Philp (Conservatore)          |                                    | Ben Taylor (Laburista)                  |       |
| Croydon West                      | 77 942     | 14 226          |          | Sarah Jones (Laburista)             |                                    | Simon Fox (Conservatore)                |       |
| Dagenham and Rainham              | 76 478     | 7 173           |          | Margaret Mullane (Laburista)        |                                    | Kevin Godfrey (Reform UK)               |       |
| Dulwich and West Norwood          | 74 265     | 18 789          |          | Helen Hayes (Laburista)             |                                    | Pete Elliott (Verdi)                    |       |
| Ealing Central and Acton          | 78 436     | 13 995          |          | Rupa Huq (Laburista)                |                                    | James Windsor-Clive (Conservatore)      |       |
| Ealing North                      | 74 820     | 12 489          |          | James Murray (Laburista)            |                                    | Maria Khan (Conservatore)               |       |
| Ealing Southall                   | 78 669     | 15 793          |          | Deirdre Costigan (Laburista)        |                                    | Georgie Callé (Conservatore)            |       |
| East Ham                          | 79 086     | 12 863          |          | Stephen Timms (Laburista)           |                                    | Tahir Mirza (Indipendente)              |       |
| Edmonton and Wichmore Hill        | 75 792     | 12 632          |          | Kate Osamor (Laburista)             |                                    | Zoe Huggins (Conservatore)              |       |
| Eltham and Chislehurst            | 74 224     | 8 429           |          | Clive Efford (Laburista)            |                                    | Charlie Davis (Conservatore)            |       |
| Enfield North]                    | 78 770     | 12 736          |          | Feryal Clark (Laburista)            |                                    | Chris Day (Conservatore)                |       |
| Erith and Thamesmead              | 78 886     | 16 302          |          | Abena Oppong-Asare (Laburista)      |                                    | Michael Pastor (Reform UK)              |       |
| Feltham and Heston                | 76 983     | 7 944           |          | Seema Malhotra (Laburista)          |                                    | Reva Gudi (Conservatore)                |       |
| Finchley and Golders Green        | 77 500     | 4 581           |          | Sarah Sackman (Laburista)           |                                    | Alex Deane (Conservatore)               |       |
| Greenwich and Woolwich            | 73 573     | 18 366          |          | Matthew Pennycook (Laburista)       |                                    | Stacy Smith (Verdi)                     |       |
| Hackney North and Stoke Newington | 77 797     | 15 080          |          | Diane Abbott (Laburista)            |                                    | Antoinette Fernandez (Verdi)            |       |
| Hackney South and Shoreditch      | 78 262     | 14 737          |          | Meg Hillier (Laburista)             |                                    | Laura-Louise Fairley (Verdi)            |       |
| Hammersmith and Chiswick          | 75 860     | 15 290          |          | Andy Slaughter (Laburista)          |                                    | Andrew Dinsmore (Conservatore)          |       |
| Hampstead and Highgate            | 80 029     | 14 970          |          | Tulip Siddiq (Laburista)            |                                    | Don Williams (Conservatore)             |       |
| Harrow East                       | 76 386     | 11 680          |          | Bob Blackman (Conservatore)         |                                    | Primesh Patel (Laburista)               |       |
| Harrow West                       | 79 902     | 6 642           |          | Gareth Thomas (Laburista)           |                                    | Abbas Merali (Conservatore)             |       |
| Hayes and Harlington              | 74 404     | 12 031          |          | John McDonnell (Laburista)          |                                    | Dylan Thomas (Conservatore)             |       |
| Hendon                            | 74 865     | 15              |          | David Pinto-Duschinsky (Laburista)  |                                    | Ameet Jogia (Conservatore)              |       |
| Holborn and St Pancras            | 71 300     | 11 572          |          | Sir Keir Starmer (Laburista)        |                                    | Andrew Feinstein (Indipendente)         |       |
| Hornchurch and Upminster          | 75 438     | 1 943           |          | Julia Lopez (Conservatore)          |                                    | Nicholas Palmer (Reform UK)             |       |
| Hornsey and Friern Barnet         | 69 885     | 21 475          |          | Catherine West (Laburista)          |                                    | Fabio Vollono (Verdi)                   |       |
| Ilford North                      | 77 835     | 528             |          | Wes Streeting (Laburista)           |                                    | Leanne Mohamad (Indipendente)           |       |
| Ilford South                      | 80 993     | 6 896           |          | Jas Athwal (Laburista)              |                                    | Noor Begum (Indipendente)               |       |
| Islington North                   | 72 582     | 7 247           |          | Jeremy Corbyn (Indipendente)        |                                    | Praful Nargund (Laburista)              |       |
| Islington South and Finsbury      | 74 122     | 15 455          |          | Emily Thornberry (Laburista)        |                                    | Carne Ross (Verdi)                      |       |
| Kensington and Bayswater          | 77 306     | 2 903           |          | Joe Powell (Laburista)              |                                    | Felicity Buchan (Conservatore)          |       |
| Kingston and Surbiton             | 77 340     | 17 235          |          | Sir Ed Davey (Liberal Democratici)  |                                    | Helen Edward (Conservatore)             |       |
| Lewisham East                     | 73 376     | 18 073          |          | Janet Daby (Laburista)              |                                    | Mike Herron (Verdi)                     |       |
| Lewisham North                    | 74 204     | 15 782          |          | Vicky Foxcroft (Laburista)          |                                    | Adam Pugh (Verdi)                       |       |
| Lewisham West and East Dulwich    | 70 099     | 18 397          |          | Ellie Reeves (Laburista)            |                                    | Callum Fowler (Verdi)                   |       |
| Leyton and Wanstead               | 73 366     | 13 964          |          | Calvin Bailey (Laburista)           |                                    | Charlotte Lafferty (Verdi)              |       |
| Mitcham and Morden                | 77 272     | 18 761          |          | Siobhain McDonagh (Laburista)       |                                    | Ellie Cox (Conservatore)                |       |
| Old Bexley and Sidcup             | 72 290     | 3 548           |          | Louie French (Conservatore)         |                                    | Edward Jones (Laburista)                |       |
| Orpington                         | 71 203     | 5 118           |          | Gareth Bacon (Conservatore)         |                                    | Ju Owens (Laburista)                    |       |
| Peckham                           | 72 123     | 15 228          |          | Miatta Fahnbulleh (Laburista)       |                                    | Claire Sheppard (Verdi)                 |       |
| Poplar and Limehouse              | 84 116     | 12 560          |          | Apsana Begum (Laburista)            |                                    | Nathalie Bienfait (Verdi)               |       |
| Putney                            | 72 614     | 12 488          |          | Fleur Anderson (Laburista)          |                                    | Lee Roberts (Conservatore)              |       |
| Queen's Park and Maida Vale       | 75 558     | 14 913          |          | Georgia Gould (Laburista)           |                                    | Vivien Lichtenstein (Verdi)             |       |
| Richmond Park                     | 68 103     | 17 155          |          | Sarah Olney (Liberal Democratici)   |                                    | Sara Gezdari (Conservatore)             |       |
| Romford                           | 72 978     | 1 463           |          | Andrew Rosindell (Conservatore)     |                                    | Andrew Achilleos (Laburista)            |       |
| Ruislip, Northwood and Pinner     | 71 683     | 7 581           |          | David Simmonds (Conservatore)       |                                    | Tony Gill (Laburista)                   |       |
| Southgate and Wood Green          | 77 542     | 15 300          |          | Bambos Charalambous (Laburista)     |                                    | Eric Sukumaran (Conservatore)           |       |
| Stratford and Bow                 | 80 560     | 11 634          |          | Uma Kumaran (Laburista)             |                                    | Joe Hudson-Small (Verdi)                |       |
| Streatham and Croydon North       | 76 966     | 15 603          |          | Steve Reed (Laburista)              |                                    | Scott Ainslie (Verdi)                   |       |
| Sutton and Cheam                  | 72 303     | 3 801           |          | Luke Taylor (Liberal Democratici)   |                                    | Tom Drummond (Conservatore)             |       |
| Tooting                           | 76 082     | 19 487          |          | Dr Rosena Allin-Khan (Laburista)    |                                    | Ethan Brooks (Conservatore)             |       |
| Tottenham                         | 75 906     | 15 434          |          | David Lammy (Laburista)             |                                    | David Craig (Verdi)                     |       |
| Twickenham                        | 74 980     | 21 457          |          | Munira Wilson (Liberal Democratici) |                                    | Jonathan Hulley (Conservatore)          |       |
| Uxbridge and South Ruislip        | 74 746     | 587             |          | Danny Beales (Laburista)            |                                    | Steve Tuckwell (Conservatore)           |       |
| Vauxhall and Camberwell Green     | 69 658     | 15 112          |          | Florence Eshalomi (Laburista)       |                                    | Catherine Dawkins (Verdi)               |       |
| Walthamstow                       | 76 338     | 17 996          |          | Stella Creasy (Laburista)           |                                    | Rosalinda Rowlands (Verdi)              |       |
| West Ham and Beckton              | 78 790     | 9 254           |          | James Asser (Laburista)             |                                    | Sophia Naqvi (Newham Independents)      |       |
| Wimbledon                         | 76 334     | 12 610          |          | Paul Kohler (Liberal Democratici)   |                                    | Danielle Dunfield-Prayer (Conservatore) |       |